# 30 век пр.н.е.

## Събития
- Късен Неолит в Средна Европа (3500 до 2800 пр.н.е.)
- Ранният Еледски период започва в днешна Гърция[1][2]
- Критско-минойската цивилизация на остров Крит[3][4]
- Цикладска цивилизация (3000 – 2700 пр.н.е.)
- Основан град Троя
- Трета вълна̀ на изселване от територията на Курганната култура
- В Египет се употребяват папируси за писане

## Личности
Първа династия на Древен Египет (3080 пр.н.е. до 2890 пр.н.е.)
- Хор Аха – фараон от Първата династия на Древен Египет (ок. 3000 пр.н.е. до 2980 пр.н.е.)
- Уаджи – (ок. 2960 пр.н.е. до 2930 пр.н.е.)
- Менес – египетски фараон (ок. 2950 пр.н.е.)
- Ден – египетски фараон (ок. 2930 пр.н.е. до 2910 пр.н.е.)

## Изобретения, открития
- Населението на света ок. 3000 пр.н.е. е около 14 милионa души[5]